# Джеймс Болл
Джеймс Болл — британський журналіст та автор, який працював у Гардіан, WikiLeaks, BuzzFeed, The New European, Вашингтон пост та є автором трьох книжок. Він отримав декілька нагород за журналістику та був членом команди Гардіан, яка отримала team which won the Пулітцерівську премію за розслідувальну журналістику.

## Ранні роки
Болл навчався на бакалавра в галузі філософії, політики та економіки в Оксфордському університеті і продовжив навчання в магістратурі з журналістики в Лондоні. Після переходу на дипломний курс з фінансових причин, він закінчив Лондонський міський університет в 2008 році з дипломом журнальної журналістики з акцентом на журналістські розслідування.

## Кар'єра
Після закінчення університету і роботи в Бюро журналістських розслідувань на iraqwarlogs.com, у листопаді 2010 року до Болла звернувся Джуліан Ассанж і запросили працювати в якості власного журналіста для WikiLeaks у Великій Британії, де він почав працювати над досьє про війну в Іраку. Він описував свої дні як «довгі і невпевнені», ускладнювався, коли Ассанжу був пред'явлений Європейський ордер на арешт, що призвело до процедури екстрадиції, відомої як Ассанж проти шведської прокуратури. Болл згодом висловив критику Ассанжу і організації Wikileaks і заявив, що його журналістський обов'язок піклуватися про джерело, Челсі Меннінг, а не про організацію, що доповідає про неї. Болл пішов з WikiLeaks через три місяці, коли він все більше переймався спробами організації цензурувати персонал, його власними турботами щодо захисту особистості вразливих осіб у витіках і спроби Ассанжа убезпечити кошти WikiLeaks для його власного правового захисту. У 2012 році він став співавтором книги з Чарлі Бекетом, що документує свій досвід, WikiLeaks: Новини в мережевій ері.
У 2011 році Болл приєднався до британської газети Гардіан, де працював над кількома історичними розслідуваннями і отримав кілька нагород у складі команди газети. Працюючи в Гардіан, Болл співпрацював з проектом «Офшорні витіки», який отримав численні нагороди від Investigative Reporters and Editors, а також премію Джорджа Полка в 2014 році. У 2013 році він був призначений редактором даних, а з червня 2013 року працював над виданнями Едварда Сноудена про британські та американські спецслужби Центр урядового зв'язку та Агентство національної безпеки. У жовтні 2013 року було оголошено, що Болл приєднався до американської онлайн-секції газети Гардіан, де він зайняв новостворену позицію редактора спеціальних проектів.
Перед тим, як працювати в Гардіан, Болл працював над британськими розслідувальними програмами Dispatches для Channel 4 і Panorama для телебачення BBC. У Бюро журналістських розслідувань він також працював з каналами Аль-Джазіра та ITN.

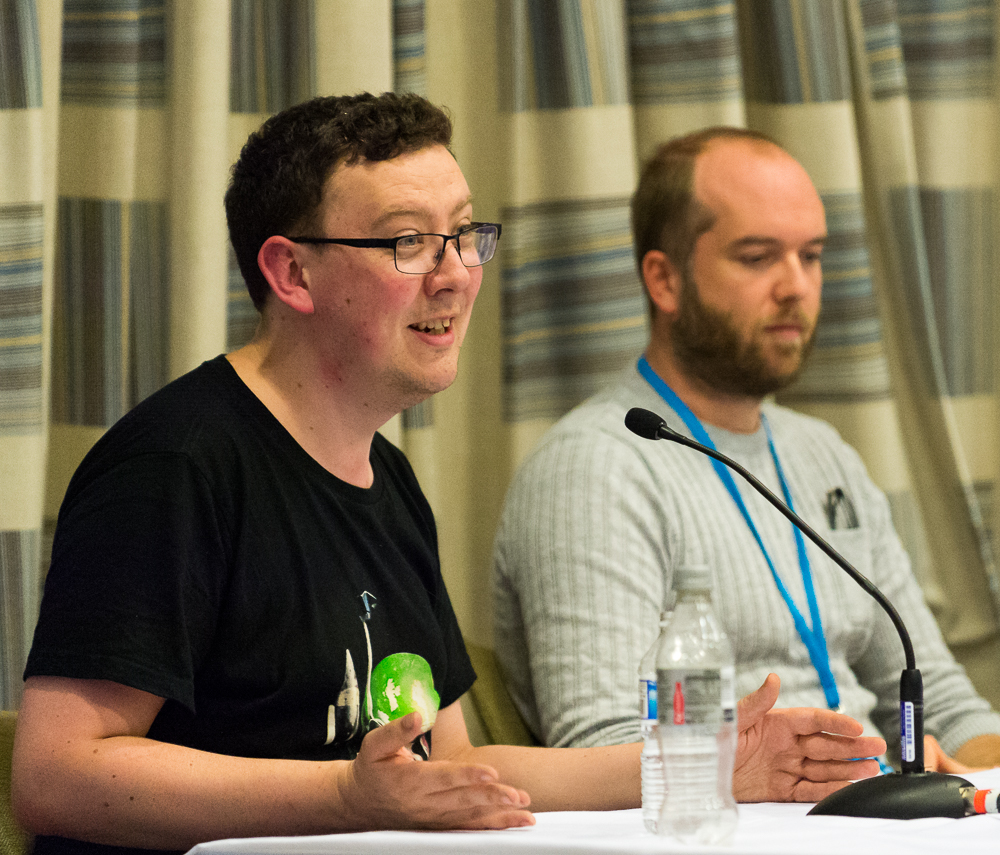
Джеймс Болл, доповідь «Факт-чекінг в еру фейкових новин» на конференції QED у 2017 році

У вересні 2015 року Болл приєднався до британського відділу BuzzFeed у складі своєї команди журналістів-розслідувачів. З 2016 року Болл також писав статті для The New European, британського проєвропейського журналу.
Ball є суддею Amnesty International UK Media Awards, яку отримав в 2010 році з Бюро журналістських розслідувань. Роботу Болла по розслідуванню відмивання грошей HSBC також було відібрано до премії Оруелла за журналістику.
Болл завжди критикував відсутність перевірки фактів журналістами та споживачами новин, використання клікбейт заголовків та культури засобів масової інформації, які змушені покладатися на доходи від реклами з «кліків» та «акцій» соціальних медіа. Він сказав: «вимагаючи, щоб аудиторія довіряла мейнстриму та поставила нас на п'єдестал, наші бізнес-моделі надають перевагу клікам — якщо б ви зупинилися і чекали, щоб перевірити, ви б зовсім пропустили трафік і не отримали б дохід, тому насправді ми заохочуємо неперевірені новини». Він також дуже критично ставився до методу Дональда Трампа по поширенню істини та/або вигадки на таких платформах, як Twitter, описуючи його висловлювання як «риторичні кластерні бомби фактів без сенсу та тверджень, що не можна доказати». Він робить висновок, що всі ми повинні взяти на себе відповідальність за «фейкові новини» і «клікбейти», а також соціальні мережі, в яких ми вирішили поширити новини, продовжуючи проблему істини в журналістиці.